# فيليب دو بيك
فيليب دو بيك (بالفرنسية: Philippe du Bec)‏ هو كاهن كاثوليكي فرنسي، ولد في 1519، وتوفي في 10 يناير 1605.